# Elmar Altvater
Elmar Altvater (Kamen, 1938. augusztus 24. – 2018. május 1.) német közgazdász, filozófus, szociológus, politológus és egyetemi tanár.

## Művei
- 1969: Die Weltwährungskrise.
- 1969: Gesellschaftliche Produktion und ökonomische Rationalität - Externe Effekte und zentrale Planung im Wirtschaftssystem des Sozialismus.
- 1979: Vom Wirtschaftswunder zur Wirtschaftskrise, Berlin (West). (Jürgen Hoffmannnal és Willi Semmlerrel)
- 1983: Alternative Wirtschaftspolitik jenseits des Keynesianismus - Wirtschaftspolitische Optionen der Gewerkschaften in Westeuropa. (Kurt Hübnerrel és Michael Stangerral) ISBN 3-531-11620-7
- 1987: Sachzwang Weltmarkt. Verschuldungskrise, blockierte Industrialisierung, ökologische Gefährdung - der Fall Brasilien.
- 1991: Die Zukunft des Marktes. Ein Essay über die Regulation von Geld und Natur nach dem Scheitern des "real existierenden Sozialismus". (lefordítva angolra The Future of the Market: An Essay on the Regulation of Money and Nature after the Collapse of 'Actually Existing Socialism' címen. Angol ISBN 0-86091-610-3 ISBN 978-0860916109
- 1991: The Poverty of Nations: A Guide to the Debt Crisis-From Argentina to Zaire. Szerzők: Kurt Hübner, Jochen Lorentzen, Elmar Altvater (szerző, szerkesztő), Raul Rojas (szerkesztő), (St. Martin's Press) ISBN 0-86232-949-3
- 1992: Der Preis des Wohlstands oder Umweltplünderung und neue Welt(un)ordnung. Münster
- 1994: Tschernobyl und Sonnenbrand oder: Vom Sinn physikalischer Kategorien in den Sozialwissenschaften. Replik auf die Kritik von Wolfgang Hein, in: Peripherie, Nr. 54, S. 101-112
- 1996: Birgit Mahnkopffal: Grenzen der Globalisierung. Ökonomie, Ökologie und Politik in der Weltgesellschaft. ISBN 3-929586-75-4
- 1999: "Restructuring the space of democracy: the effects of capitalist globalization and the ecological crisis on the form and substance of democracy" in Global Ethics and Environment, Editor Nicholas Low  ISBN 0-415-19736-8
- 2002: (Birgit Mahnkopffal): Globalisierung der Unsicherheit – Arbeit im Schatten, schmutziges Geld und informelle Politik. ISBN 3-89691-513-4
- 2005: Das Ende des Kapitalismus, wie wir ihn kennen. Eine radikale Kapitalismuskritik. Münster: Westfälisches Dampfboot. ISBN 978-3-89691-627-3
- 2007 Elmar Altvater & Birgit Mahnkopf: Konkurrenz für das Empire. Die Zukunft der Europäischen Union in der globalisierten Welt. ISBN 978-3-89691-652-5
- 2008 Elmar Altvater & Achim Brunnengräber (szerk.), Ablasshandel gegen Klimawandel? Marktbasierte Instrumente in der globalen Klimapolitik und ihre Alternativen. ISBN 978-3-89965-291-8
- 2010 Der große Krach, oder die Jahrhundertkrise von Wirtschaft und Finanzen, von Politik und Natur. ISBN 978-3-89691-785-0